# Sarracenia flava
Sarracenia flava (лат.) — вид многолетних, насекомоюдных, двудольных растений, рода Саррацения (Sarracenia), семейства Саррацениевые (Sarraceniaceae).

## Ботаническое описание

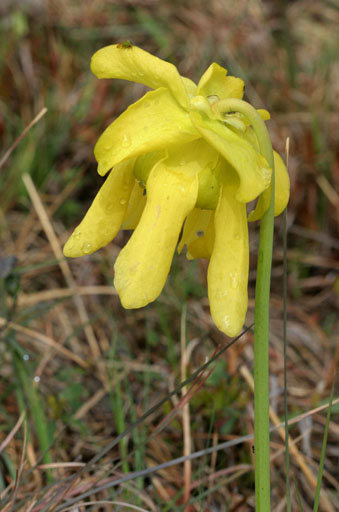
Цветок

Хищное растение с утолщённым стеблем.
Лист-кувшинчик, служащий ловушкой для насекомых, одиночный, прямостоячий, желтовато-зелёного цвета, часто с тёмно-красными пятнами и прожилками, появляется после первого цветения весной и в начале лета.
Цветки жёлтые, с желтовато-зелёными чашелистиками, с резким неприятным запахом.
Плод — коробочка диаметром 1,4—2 см.
Цветёт в марте и апреле.
Число хромосом — 2n=26.

## Распространение и среда обитания
Эндемик США, известный из штатов Алабама, Флорида, Джорджия, Северная Каролина, Нью-Джерси, Южная Каролина и Виргиния.
Встречается на пористом грунте и на болотах.

## Охранный статус
По данным Международного союза охраны природы вид не имеет угроз к исчезновению (статус «LC»), однако имеется ряд факторов, которые могут угрожать популяции растения.

## Таксономия
Впервые описан шведским систематиком Карлом Линнеем в 1753 году.
Sarracenia flava L., первое упоминание в Sp. Pl.: 510 (1753).

### Синонимы
Гомотипные (основанные на одном и том же номенклатурном типе):
- Sarracenia gronovii var. flava (L.) Alph.Wood (1861)

Гетеротипные (основанные на разных номенклатурных типах):
- Имеет 25 гетеротипных синонимов.